# Hans H. Günthard

Hans Günthard (ca. 1958)

Hans Heinrich Günthard (* 19. November 1916 in Hirzel; † 2. Februar 2006 in Küsnacht) war ein Schweizer Chemiker und Hochschullehrer an der ETH Zürich.

## Leben
Hans H. Günthard absolvierte eine Lehre als Elektriker und studierte Chemie am Technikum Winterthur. 1938 bis 1943 war er in der Industrie tätig und setzte 1943 sein Studium von Chemie und Physik an der ETH Zürich fort, an der er 1948/9 bei Placidus Andreas Plattner mit der Arbeit Über röntgenographische und spektroskopische Untersuchungen an Azulenen promoviert wurde. 1952 wurde er dort Privatdozent am Institut für Organische Chemie, 1954 ausserordentlicher Professor und 1958 ordentlicher Professor für Physikalische Chemie. 1982 wurde er emeritiert.
Er baute nach dem Zweiten Weltkrieg an der ETH Zürich ein modernes Labor für Physikalische Chemie auf und leitete dieses bis 1982. Er befasste sich unter anderem mit Infrarot-, Raman- und Mikrowellenspektroskopie organischer Moleküle und seine Gruppe, in der auch der spätere Nobelpreisträger Richard R. Ernst arbeitete, leistete wichtige Beiträge zur Entwicklung von Instrumenten zu hochauflösender Kernspinresonanzspektroskopie (NMR), Elektronenspinresonanzspektroskopie (ESR) und Elektron-Kern-Doppelresonanz (ENDOR). Weitere Forschungsgebiete waren Spektroskopie organometallischer Komplexe und in einzelnen Kristallen substituierter Ionen von Übergangsmetallen, von Radikalen in Edelgas-Matrizen, Infrarot-Lochbrennen von in Matrizen isolierter Moleküle, Konformationsanalyse durch Matrix-IR-Spektroskopie und hochauflösende Mikrowellenspektroskopie an überschallschnellen Molekularstrahlen. Außerdem befasste er sich mit Gruppentheorie für nicht-starre Moleküle und deren Anwendung auf die Rotationsspektren, mit der Theorie von Schwingungsspektren von Kettenmolekülen, der Theorie von ESR und ENDOR Spektroskopie, der Quantenmechanik und molekularen Mechanik von in einer Matrix isolierten Molekülen und deren Photokonversion, und mit der Quantenchemie der Konformations-Stabilität von Nukleinsäuren.
Er war Autor und Ko-Autor von rund 400 Forschungsaufsätzen. 1977 erhielt er den Marcel-Benoist-Preis.
Der Kunstturner und -trainer Jack Günthard war sein Bruder.